# Al Ramsay
Alistair Ramsay, detto Al (Wauchope, 26 marzo 1924 – 14 ottobre 2021), è stato un dirigente sportivo australiano, membro del FIBA Hall of Fame dal 2009 in qualità di contributore.

## Carriera
È stato Segretario della New South Wales Basketball Association (1955-1964) e della Australian Basketball Union (1963-1977). Nel 1967 fu il fondatore della Oceania Basketball Confederation, oggi denominata FIBA Oceania; ricoprì il ruolo di Segretario Generale dal 1967 al 1997, divenendone Presidente dal 1997 al 2002.
Fu membro a vita della Federazione cestistica dell'Australia dal 1976, Presidente Onorario della FIBA Oceania dal 2001, e membro a vita della FIBA dal 2002.